# Bompiani
(Valentino Bompiani)
Bompiani è una casa editrice italiana, fondata a Milano nel 1929 da Valentino Bompiani.
Nel corso dei decenni essa ha pubblicato le opere di alcuni dei più influenti autori della letteratura italiana, tra cui Alberto Moravia e Umberto Eco, e internazionale, come T.S. Eliot, J.R.R. Tolkien, Albert Camus, John Steinbeck, Imre Kertész, Svetlana Aleksievič e László Krasznahorkai.
Dopo una lunga permanenza nel gruppo RCS e una breve parentesi nel Gruppo Mondadori, nel 2016 è entrata a far parte del gruppo Giunti.

## Storia
Negli anni trenta, Valentino Bompiani stringe i primi legami intellettuali che delineano il volto della sua casa editrice. Iniziano a collaborare con lui Cesare Zavattini e Antonio Banfi, cui subentra Enzo Paci. Nel 1934 pubblica, col titolo La mia battaglia, la traduzione italiana del Mein Kampf di Adolf Hitler (rifiutata dalla Mondadori), per volontà di Mussolini che ne pagò segretamente i diritti con denaro del ministero degli Esteri. Hitler scrisse perfino una brevissima nota come prefazione. La versione italiana era riassunta nella prima parte, a causa della mole del libro, e integrale nella seconda. Visto il successo, Bompiani ne pubblicò numerose ristampe sino al 1943; nel 1938 pubblicò integralmente anche la prima parte, col titolo La mia vita, nella traduzione di Bruno Revel.
Dagli anni cinquanta Umberto Eco dirige collane di studi e vi pubblica fedelmente i propri scritti. Negli anni successivi si distinguono per la versatilità Elio Vittorini (che pubblica con Bompiani anche le sue opere), Antonio Porta e, dagli anni settanta, Mario Andreose. Figure cardinali nei decenni successivi sono Elisabetta Sgarbi e Giovanni Reale. Dal 2015 ne è direttore editoriale la scrittrice Beatrice Masini.

## Proprietà
Nel 1972, Valentino Bompiani cede la proprietà alla FIAT che, con la finanziaria IFI (ora Exor), acquista anche Sonzogno, Fabbri ed ETAS, costituendo un gruppo editoriale variegato. Nel 1990 avviene la fusione con il gruppo RCS, al quale appartengono anche Sansoni, Rizzoli, La Nuova Italia e Marsilio. Tutti i marchi librari di RCS, incluso Bompiani, convergono quindi nel ramo RCS Libri.
Nell'ottobre 2015, Mondadori acquisisce il comparto librario di RCS, compresa Bompiani. Elisabetta Sgarbi, responsabile della casa editrice, lascia la sua posizione e fonda, insieme ad altri autori, la nuova casa editrice La nave di Teseo. Al suo posto subentra dunque Beatrice Masini.
Nel febbraio 2016, dopo l'apertura di una procedura dell'AGCM per diluire la dominanza delle quote di mercato librario controllate dal gruppo di Segrate, Mondadori cede Bompiani e Marsilio. Nel settembre 2016, Bompiani viene acquisita da Giunti.

## Autori
Tra gli autori che hanno distinto la casa editrice si annovera Antoine de Saint-Exupéry, il cui Il piccolo principe è stato e resta negli anni il libro più stampato e venduto.
Fra gli autori italiani, si ricordano Corrado Alvaro, Luciano Anceschi, Carmelo Bene, Vitaliano Brancati, Gesualdo Bufalino, Achille Campanile, Maria Corti, Andrea De Carlo, Massimo Donà, Umberto Eco, Alain Elkann, Maurizio Ferraris, Ennio Flaiano, Diego Fusaro, Raffaele La Capria, Alberto Moravia, Edoardo Nesi, Ottiero Ottieri, Mario Perniola, Fernanda Pivano, Giovanni Reale, Alberto Savinio, Leonardo Sciascia, Antonio Scurati, Manlio Sgalambro, Giovanni Testori, Francesco Tomatis, Pier Vittorio Tondelli e Sandro Veronesi.
Fra gli autori stranieri, invece, Svetlana Aleksievič, James Cain, Erskine Caldwell, Albert Camus, Paulo Coelho, Archibald Joseph Cronin, Thomas Stearns Eliot, André Gide, Patricia Highsmith, Michel Houellebecq, Tahar Ben Jelloun, Stephen King, Anaïs Nin, Osho, José Saramago, Jean-Paul Sartre, John Ronald Reuel Tolkien, John Steinbeck, Jun'ichirō Tanizaki, Kurt Vonnegut, Evelyn Waugh e Marguerite Yourcenar.
Bompiani pubblica, dal 1990, la rivista Panta, fondata da Pier Vittorio Tondelli, Alain Elkann, Jay McInerney ed Elisabetta Rasy, e così chiamata su suggerimento di Alberto Moravia.

### Premio Strega
Fra le opere pubblicate da Bompiani, dieci hanno ottenuto il Premio Strega nel corso degli anni:
| Anno | Vincitore                    | Opera                   |
| ---- | ---------------------------- | ----------------------- |
| 1949 | Giovanni Battista Angioletti | La memoria              |
| 1951 | Corrado Alvaro               | Quasi una vita          |
| 1952 | Alberto Moravia              | I racconti 1927-1951    |
| 1961 | Raffaele La Capria           | Ferito a morte          |
| 1981 | Umberto Eco                  | Il nome della rosa      |
| 1988 | Gesualdo Bufalino            | Le menzogne della notte |
| 1994 | Giorgio Montefoschi          | La casa del padre       |
| 2006 | Sandro Veronesi              | Caos calmo              |
| 2011 | Edoardo Nesi                 | Storia della mia gente  |
| 2019 | Antonio Scurati              | M. Il figlio del secolo |

## Collane in attività
- Letteraria, dal 1930. Collana attiva fin dalla fondazione, propone opere di impianto narrativo e saggistico di autori italiani e stranieri. È articolata in quattro serie: Narrativa Italiana, Narrativa Straniera, Saggistica Italiana, Saggistica Straniera.
- Classici, dal 1967. La Collezione raccoglie, in volumi monografici, raccolte di opere di autori italiani e stranieri; negli anni Ottanta furono presenti anche alcuni autori in prestito da altre case editrici. Molti titoli sono ormai esauriti.
- Studi, dal 1974. Raccoglie opere di vocazione accademica che spaziano dalla semiotica all'ermeneutica, dalla critica letteraria alla teologia, dell'antropologia alla storiografia, dal diritto alla sociologia.
- Strumenti, dal 1985. Collana che raccoglie testi argomentativi di storiografia, critica letteraria e cinematografica, ermeneutica poetica, traduzione e semiotica.
- Tascabili, dal 1985. La collana economica raccoglie la lunga tradizione editoriale di Bompiani, proponendo ciclicamente le opere di maggior pregio, i long-seller e i titoli identificativi della casa editrice. Tripartita nelle sezioni: Narrativa, Saggistica e Varia. Si aggiungono edizioni speciali, rilanci d'occasione, collezioni uniformi delle opere di autori importanti (Tolkien, Moravia, Scurati, Fortunato, Camus, Steinbeck fra gli altri) e serie a tirature limitata (ad esempio, "Anniversario": sezione della collana che raccoglie nove tra i titoli di maggior successo del catalogo per i novant'anni della casa editrice).
- Illustrati, dal 1990. Raccoglie opere in cui l'immagine e la scrittura si fanno comprimarie. Longeva è la pubblicazione di una serie di atlanti di luoghi reali, immaginari o mitologi.
- Storia paperback, dal 1992. Propone, in formato tascabile, analisi sulla storia di aree del pianeta, stati e personaggi celebri.
- AsSaggi, dal 1996. La collana raccoglie opere brevi di narrativa e saggistica, offerte come assaggi letterari.
- PasSaggi, dal 1996. La collana raccoglie opere brevi di varia e critica letteraria, offerte come estratti letterari.
- Overlook, dal 1999. È la collana ammiraglia di saggistica e varia della casa editrice.
- Il pensiero occidentale, dal 2000. Fondata e diretta dal filosofo Giovanni Reale fino alla sua morte nel 2014; poi la direzione passa alla filosofa Maria Bettetini, morta nell'ottobre 2019. È una collana di filosofia: dai classici del pensiero antico ai filosofi dell'età moderna, fino ai contemporanei, raccoglie le opere dei massimi pensatori della civiltà occidentale, con apparati critici e testi originali a fronte.
- Testi a fronte, dal 2000. Collana di filosofia, raccoglie le opere brevi di pensatori orientali e occidentali.
- Agone, dal 2007. Diretta dal romanziere Antonio Scurati, la collana offre uno spaccato sociologico, storico, politico e culturale sulla contemporaneità, fornendo argomenti di dibattito in chiave tesi-antitesi.
- Classici della letteratura europea, dal 2012. Diretta dallo scrittore Nuccio Ordine, propone in volumi - con testo originale a fronte per tutte le opere non italiane - i capisaldi della letteratura del Vecchio Continente, dai classici della modernità ad autori del Novecento.
- Ragazzi, dal 2013. Articolata nelle due sezioni Narrativa e Illustrati, la collana raccoglie l'antica consuetudine della casa editrice con le opere per i giovani lettori.
- Classici contemporanei, dal 2015. In un peculiare formato tascabile, la collana raccoglie le opere più acclamate degli scrittori di punta della casa (Eco, Yourcenar, Houellebecq, Moravia, Tondelli, Kureishi).
- Reporter, dal 2017. La collana propone testi documentali e di impegno sociale, accompagnati da un corredo fotografico.
- I Classici, dal 2018. La collana colleziona i classici della narrativa dell'Ottocento, molti con nuove traduzioni.
- Bompiani Oro, dal 2018. La collana ripropone in edizione deluxe i titoli di maggior successo commerciale.
- Campo Aperto, dal 2019. Collana di semiotica a cura di Stefano Bartezzaghi.
- Amletica leggera, dal 2019. Fondata nel 1967 da Umberto Eco e interrotta un decennio dopo, la serie è inaugurata di nuovo nel 2019. Raccogli i testi di umoristi, autori di satira e chiosatori brillanti della società e del costume contemporaneo.
- CapoVersi, dal 2019. Collana di poesia che propone, con testo originale a fronte, le voci più autorevoli della poesia contemporanea, in costante equilibrio tra i classici del Novecento e le voci del nuovo millennio, tra le lingue franche e quelle regionali, tra l'Oriente e l'Occidente. Tra gli autori pubblicati: John Ashbery, Nicanor Parra e Vladislav Felicianovič Chodasevič[7].
- Munizioni, dal 2019. Fondata e diretta da Roberto Saviano, accoglie testi di impegno civile, storie e cronache di attualità .
- Le finestre, dal 2021. Grandi successi di narrativa contemporanea.

## Collane storiche
Nel corso degli oltre novant'anni di storia Bompiani ha proposto molte collane. Tra le collane storiche, non più alimentate: Libri scelti, dal 1929 al 1945; I Libri d'acciaio, dal 1930 al 1935, che proponeva libri per ragazzi; Pantheon letterario, dal 1940 al 1969; Pantheon teatrale, dal 1941 al 1955; Corona, dal 1942 al 1949; La Zattera, dal 1942 al 1945, che propose libri tascabili per i soldati al fronte; Il Portico; Pegaso letterario, dal 1947 al 1956; Pegaso teatrale, dal 1947 al 1966; I Delfini, dal 1953 al 1973; Il Pesanervi, dal 1966 al 1970; Amletica leggera, dal 1967 al 1977; Informazione sessuale, dal 1971 al 1972; Nuovo Portico.